# Drosophila annulipes
Drosophila annulipes Duda, 1924, è un insetto del genere Drosophila (Diptera: Drosophilidae), sottogenere Drosophila.